# سهره زعفرانی
سهره زعفرانی (نام علمی: Sicalis flaveola) گونه‌ای از فرخندگان از آمریکای جنوبی است که در مناطق باز و نیمه‌باز در مناطق جلگه‌ای و بیرون از حوزه آمازون رایج است. آنها در کلمبیا، شمال ونزوئلا (جایی که به آن "canario de tejado" یا "قناری سقفی" گفته می‌شود)، غرب اکوادور، غرب پرو، شرق و جنوب برزیل (جایی که به آن "canário-da-terra" یا "canário-da-terra" یا "قناری بومی" می‌گویند)، بولیوی، پاراگوئه، اروگوئه، شمال آرژانتین، و ترینیداد و توباگو پراکندگی گسترده‌ای دارند. همچنین به هاوایی، پاناما، پورتوریکو و جاهای دیگر معرفی شده‌است. اگرچه معمولاً به عنوان قناری در نظر گرفته می‌شود، اما با قناری اقیانوس اطلس ارتباطی ندارد. در گذشته در خانوادهٔ زردپره‌های نمادین قرار می‌گرفت اما به دانه‌خواران نزدیک است.